# Río Blanco (Enco)
El río Blanco es un río que fluye en el sector cordillerano de la comuna de Panguipulli, en la Región de los Ríos hasta desembocar en el río Enco.

## Trayecto
El río Blanco es un río de que nace en la ladera occidental del Volcán Mocho-Choshuenco. Fluye en dirección sur a norte en su tramo superior cercano a la cubre para luego, en su tramo medio, desviarse hacia el noroeste y luego descender en dirección suroeste. En su curso inferior, cruza la ruta T-47 de acceso al Refugio Choshuenco antes de verter sus aguas al río Enco. El río Blanco desde su curso medio hasta el río Enco marca el límite administrativo entre la comuna de Panguipulli y Los Lagos. Se accede a él desde la comuna de Panguipulli a través de la localidad de Choshuenco.

## Población, economía y ecología

### Riesgos volcánicos
Todo el sector que corresponde a los caseríos de Enco, Chanchán y ribera sur del Lago Riñihue corresponde a una zona considerada de 'Muy Alto Peligro' de ser afectada por lahares y/o lavas durante erupciones originadas en el volcán Mocho-Choshuenco, tales como las ocurridas durante el registro histórico en el siglo XIX. De acuerdo al Mapa de Peligros del complejo volcánico Mocho-Choshuenco bajo clasificación (AAIhL). En este sector el volumen de los lahares puede ser mayor durante los meses de máxima acumulación de nieve (comúnmente entre los meses de junio a septiembre). El área abarca al Río Blanco y el estero Pirinel y el sector de los Refugios del Volcán Mocho-Choshuenco hasta la Ruta T-47. Existiendo riesgo que las lavas puedan represar el río Enco y generar inundaciones, afectando a todo el sector.
Toda la zona comprendida entre el sur del Lago Panguipulli hasta la ribera oeste del Lago Pirehueico es una zona con 'Muy Alto Peligro' de ser afectada por caída de piroclastos balísticos y eventualmente también por bombas pumiceas de diámetro mayor a 6 cm.